# Сапожников, Андрей Викторович
Андрей Викторович Сапожников (род. 15 июня 1971 года) — советский и российский хоккеист, заслуженный мастер спорта России. Тренер.

## Карьера
Воспитанник челябинского хоккея (тренеры — В. Ф. Рякин, В. М. Пономарёв). С 1988 года играл в составе «Мечела». В сезоне 1990/91 года дебютировал в составе «Трактора». В чемпионате СССР провёл 28 игр. В следующем сезоне разыгрывался единственный чемпионат СНГ. Сапожников провёл 35 игр и набрал 3+2 очка.
В первом чемпионате России провёл 48 игр, набрав 2+8 очков. А его команда выбыла из борьбы за золото в полуфинале, проиграв «Динамо». В следующем сезоне «Трактор» завоевал бронзу чемпионата, а Андрей выступил в 40 играх и набрал 4+8 очков.
В чемпионате 1994/95 Сапожников провёл 21 игру. В этом же сезоне сыграл 19 игр за «Провиденс Брюинз» из AHL. В чемпионате Италии и Альпенлиге в составе клуба «Фасса» провёл 49 игр. В чемпионате Германии провёл 35 игр в составе ХК «Ведемарк».
В начале 1997 года вернулся в Россию, где стал играть в составе "«Металлурга» Магнитогорск. С началом сезона 1997/98 снова оказался в Челябинске, где за сезон провёл 46 игр.
Следующие два сезона Сапожников — снова в «Металлурге». Результат — 74 игры. С 2000 года играл в «Северстали» и за четыре сезона проводит 183 игры.
В сезоне 2004/05 провёл единственную игру в составе воскресенского «Химика». При этом провёл 11 игр в «Мечеле», игравшем в Высшей лиге.
Сезон 2005/06 провёл в омском «Авангарде». В 30 играх он набрал 1+1 очко.
Следующий сезон у Сапожникова был последним. Он провёл его в составе «Витязя» (5 игр) и его подольской аффилированной команды (11 игр).

## Тренерская карьера
В сезоне 2010/11 работал ассистентом тренера в «Спартаке».
В сезоне 2011/12 возглавил тренерский штаб «Белых Медведей».
С 2014 года — тренер «Витязя», выступающего в КХЛ.
31 мая 2024 года назначен тренером по защитникам в клубе КХЛ «Сибирь». 31 мая 2025 года «Сибирь» сообщила, что Сапожников покидает клуб.

## Награды
Заслуженный мастер спорта России — 1993
 Чемпион мира — 1993 

 Чемпион Европы среди клубов — 1999, 2000 

 Чемпион России — 1999 

 Серебряный призёр чемпионата России — 2003, 2006 

 Бронзовый призёр чемпионата России — 1993, 1994, 2000, 2001 

 Чемпион СССР среди юниоров — 1988, 1989 

 Бронзовый призёр чемпионата СССР среди юношей — 1987 